# Gemma gemma
Gemma gemma är en musselart och ingår som enda art i släktet Gemma i familjen venusmusslor som beskrevs av Henry Roland Totten 1834 som Venus gemma. Den fördes 1853 till det av Gérard Paul Deshayes nybeskrivna släktet Gemma, som endast innehåller denna art.